# Oxyrhachis attenuata
Oxyrhachis attenuata är en insektsart som beskrevs av William Lucas Distant. Oxyrhachis attenuata ingår i släktet Oxyrhachis och familjen hornstritar. Inga underarter finns listade i Catalogue of Life.